# Torre contra dos peones
En las partidas de Ajedrez son frecuentes los  finales en los que las únicas piezas de ajedrez que permanecen sobre el tablero son torres y peones, además de los reyes.
El caso de rey y torre (bando fuerte) contra rey y dos peones (bando débil) es el siguiente en dificultad al final de torre contra peón.
|    |    |    |       |       |       |    |       |    |  |
|    | a8 | b8 | c8    | d8    | e8    | f8 | g8    | h8 |  |
| a7 | b7 | c7 | d7    | e7    | f7    | g7 | h7    |    |  |
| a6 | b6 | c6 | d6    | e6    | f6    | g6 | h6    |    |  |
| a5 | b5 | c5 | d5    | e5    | f5    | g5 | h5    |    |  |
| a4 | b4 | c4 | d4    | e4    | f4    | g4 | h4    |    |  |
| a3 | b3 | c3 | d3 pd | e3    | f3    | g3 | h3    |    |  |
| a2 | b2 | c2 | d2 kd | e2 pd | f2 kl | g2 | h2    |    |  |
| a1 | b1 | c1 | d1    | e1    | f1    | g1 | h1 rl |    |  |
|    |    |    |       |       |       |    |       |    |  |

## Soluciones
- La mayoría de ocasiones gana el bando de la torre. Dada la superioridad de la torre sobre 2 peones, estos son eliminados y la partida acaba en un final de Torre y rey contra rey.
- Menos veces la partida acaba en tablas.
  - El bando fuerte sacrifica la torre para que los peones no coronen, quedando solo los reyes.
  - El bando fuerte hace jaques continuos para evitar que un peón corone y la posición permite que pueda hacerlo indefinidamente.
  - El bando interesado consigue tablas por movimientos reiterados
  - El bando débil consigue tablas por rey ahogado.
- No son infrecuentes los casos en que un peón corona y el final se convierte en final de Dama y rey contra rey y torre, en el que el bando antes débil ahora es el fuerte, con ventaja decisiva a su favor.

## Estrategia, táctica y posiciones de las piezas
Por ser la estrategia, táctica y posiciones de las piezas, muy similares a la del artículo previo Torre contra peón, se han evitado repeticiones y se recomienda su lectura previa.
Los casos específicos de tener dos peones en juego son:

## Casos

### Peones conectados
|       |       |    |    |    |       |    |       |    |  |
|       | a8    | b8 | c8 | d8 | e8    | f8 | g8 rd | h8 |  |
| a7 pl | b7 pl | c7 | d7 | e7 | f7    | g7 | h7    |    |  |
| a6    | b6    | c6 | d6 | e6 | f6    | g6 | h6    |    |  |
| a5    | b5    | c5 | d5 | e5 | f5    | g5 | h5    |    |  |
| a4    | b4    | c4 | d4 | e4 | f4    | g4 | h4    |    |  |
| a3    | b3    | c3 | d3 | e3 | f3 kd | g3 | h3    |    |  |
| a2    | b2    | c2 | d2 | e2 | f2    | g2 | h2    |    |  |
| a1    | b1    | c1 | d1 | e1 | f1    | g1 | h1 kl |    |  |
|       |       |    |    |    |       |    |       |    |  |

Cuando los dos peones están en columnas contiguas y uno puede defender a otro tenemos el caso de peones conectados, que es el más peligroso para el jugador de la torre.
El bando fuerte deberá eliminar primero al peón defensor antes que al defendido.
La torre y efecto de oposición del rey deben usarse cuidadosamente para alejar al rey débil de sus peones.
(Ver Diagrama 1 : 1Tg1 Rc3, 2Re3 Rc2, 3Th1 Rc3, 4Tc1+ Rb2, 5 Rd2... El rey negro ha sido alejado de sus peones)
En algunos casos extremos el bando fuerte deberá intentar lograr tablas mediante permanentes jaques para no perder la partida. (Ver Diagrama 2 : Si mueven las blancas : 1 b8 Txb8, 2 b8=D...y final de dama contra rey)

### Peones aislados
Un caso más sencillo es cuando los peones están en columnas separadas. Al rey débil le será difícil defender a los dos peones a un tiempo.

### Peones doblados
El caso de dos peones en la misma columna es el más simple.

## Ejemplos
|       |       |       |       |    |    |    |    |    |  |
|       | a8    | b8 rl | c8    | d8 | e8 | f8 | g8 | h8 |  |
| a7    | b7    | c7    | d7    | e7 | f7 | g7 | h7 |    |  |
| a6    | b6    | c6    | d6    | e6 | f6 | g6 | h6 |    |  |
| a5    | b5    | c5    | d5    | e5 | f5 | g5 | h5 |    |  |
| a4    | b4    | c4    | d4 kl | e4 | f4 | g4 | h4 |    |  |
| a3 pd | b3    | c3    | d3    | e3 | f3 | g3 | h3 |    |  |
| a2    | b2 pd | c2    | d2 kd | e2 | f2 | g2 | h2 |    |  |
| a1    | b1    | c1    | d1    | e1 | f1 | g1 | h1 |    |  |
|       |       |       |       |    |    |    |    |    |  |

|    |    |    |       |    |       |    |       |    |  |
|    | a8 | b8 | c8    | d8 | e8    | f8 | g8    | h8 |  |
| a7 | b7 | c7 | d7    | e7 | f7    | g7 | h7    |    |  |
| a6 | b6 | c6 | d6    | e6 | f6    | g6 | h6    |    |  |
| a5 | b5 | c5 | d5    | e5 | f5    | g5 | h5    |    |  |
| a4 | b4 | c4 | d4 pd | e4 | f4    | g4 | h4    |    |  |
| a3 | b3 | c3 | d3 pd | e3 | f3    | g3 | h3    |    |  |
| a2 | b2 | c2 | d2 kd | e2 | f2 kl | g2 | h2    |    |  |
| a1 | b1 | c1 | d1    | e1 | f1    | g1 | h1 rl |    |  |
|    |    |    |       |    |       |    |       |    |  |

|    |       |    |       |       |       |    |       |    |  |
|    | a8    | b8 | c8    | d8    | e8    | f8 | g8    | h8 |  |
| a7 | b7    | c7 | d7    | e7    | f7    | g7 | h7    |    |  |
| a6 | b6    | c6 | d6    | e6    | f6    | g6 | h6    |    |  |
| a5 | b5 pd | c5 | d5    | e5    | f5    | g5 | h5    |    |  |
| a4 | b4    | c4 | d4    | e4    | f4    | g4 | h4    |    |  |
| a3 | b3    | c3 | d3    | e3    | f3    | g3 | h3    |    |  |
| a2 | b2    | c2 | d2 kd | e2 pd | f2 kl | g2 | h2    |    |  |
| a1 | b1    | c1 | d1    | e1    | f1    | g1 | h1 rl |    |  |
|    |       |    |       |       |       |    |       |    |  |

- Ejemplo 1 : 1 Tb3 Rc2, 2 Tc3+ Rd1, 3 Td3+ Re1, 4 Te3+ Rf2, 5 Tb3 Re2, 6 Rc3 Rd1, 7 Txb2 Pxb2 8 Rxb2 y tablas.

## Estudios y partidas históricas
|       |    |    |    |    |       |       |       |    |  |
|       | a8 | b8 | c8 | d8 | e8    | f8    | g8    | h8 |  |
| a7    | b7 | c7 | d7 | e7 | f7    | g7 kl | h7    |    |  |
| a6    | b6 | c6 | d6 | e6 | f6    | g6    | h6    |    |  |
| a5    | b5 | c5 | d5 | e5 | f5    | g5 pl | h5    |    |  |
| a4    | b4 | c4 | d4 | e4 | f4 rd | g4    | h4    |    |  |
| a3 pl | b3 | c3 | d3 | e3 | f3    | g3    | h3    |    |  |
| a2    | b2 | c2 | d2 | e2 | f2    | g2    | h2 kd |    |  |
| a1    | b1 | c1 | d1 | e1 | f1    | g1    | h1    |    |  |
|       |    |    |    |    |       |       |       |    |  |

|       |       |    |    |    |       |       |       |    |  |
|       | a8    | b8 | c8 | d8 | e8    | f8    | g8    | h8 |  |
| a7 rl | b7    | c7 | d7 | e7 | f7    | g7    | h7    |    |  |
| a6    | b6    | c6 | d6 | e6 | f6 pd | g6    | h6    |    |  |
| a5    | b5 kl | c5 | d5 | e5 | f5    | g5    | h5    |    |  |
| a4    | b4    | c4 | d4 | e4 | f4    | g4    | h4 pd |    |  |
| a3    | b3    | c3 | d3 | e3 | f3    | g3 kd | h3    |    |  |
| a2    | b2    | c2 | d2 | e2 | f2    | g2    | h2    |    |  |
| a1    | b1    | c1 | d1 | e1 | f1    | g1    | h1    |    |  |
|       |       |    |    |    |       |       |       |    |  |

- Partida histórica 1 : Schwarz vs Chigorin, Berlín, 1881, 2.º Congreso DSB. Un interesante final de torres y peones desde el mov.41, conduce a final de torre contra dos peones desde el mov. 70 entre Jacques Schwarz y Mikhail Chigorin.
- Partida histórica 2 : Farago vs Jacoby, Hamburgo, 2002, IHEM. Después de final de torres y peones desde el mov.30 y final de torre contra dos peones desde el mov.55, Ivan Farago y Gisbert Jacoby demuestran que coronar un peón no basta para ganar una partida..